# Ленард Коен
Ленард Норман Коен (енгл. Leonard Norman Cohen; Вестмаунт, 21. септембар 1934 — Лос Анђелес, 7. новембар 2016) био је канадски кантаутор и књижевник. Почео је да пише 1952, док је његова прва књига песама Let Us Compare Mythologies објављена у Монтреалу 1956. Примљен у Рокенрол кућу славних 2008. године. Преминуо је 7. новембра 2016. у 82. години.

## Биографија
Отац му је преминуо када му је било 9 година. Као веома практичан човек, на време је основао trust фонд за свог сина тако што му је уз малу месечну надокнаду обезбедио будућност. Леонард, међутим, није могао да преболи губитак оца, па се одаје дрогама. Да би се спасио, крајем шездесетих година одлази у манастир, где се сусреће са новим религијским утицајима, што је било пресудно за стварање песама са религијском тематиком, попут Story of Isaac и Hallelujah. Песму Hallelujah Коен је писао 10 година са укупно 180 написаних верзија.
За прекретницу у свом животу сам Коен сматра тренутак када је као петнаестогодишњак у једној књижари пронашао књигу Габријела Гарсије Лорке. До те мере се заљубио у Лоркину поезију да је често изјављивао да му је она уништила живот. Научио је да свира гитару, па се од ране младости упоредо бавио и писањем и музиком. Почетком 1951. уписује факултет, но пре дипломирања објављује прву књигу песама (1956). Као награду добија стипендију од 2000 долара и путовање по Европи. Убрзо постаје познато име у канадским литерарним круговима, а почетком шездесетих, са новцем добијеним од продаје прве књиге, одлази на грчко острво Хидра.Тамо је купио кућу и у потпуној изолацији почео интензивније да се бави писањем. Први роман објављује 1963. Тада је настала и његова чувена песма So long, Marianne, посвећена његовој великој љубави Меријен Јенсен.
Средином шездесетих враћа се у Америку где постаје део њујоршке уметничке сцене. Упознаје круг око Ендија Ворхола и почиње да пише песме за фолк извођаче, као што је Џуди Колинс.
Први албум Songs of Leonard Cohen (1967) пролази незапажено у Америци, иако су се на њему нашли његови највећи хитови: Suzanne, So long, Marianne, Sisters of Mercy. Не обазирући се на критике, Коен објављује још мрачнији и некомерцијалнији албум, Songs from a Room, са којег се издвајају песме Bird on a wire и Story of Isaac. Његово стваралаштво лирски је неухватљиво и за његове најбоље познаваоце. Служећи се метафорама, парафразама, ироничним и хумористичким односом према друштву, у текстовима се бави љубављу, религијом, сексуалношћу, самоубиствима, депресијом, историјом и међуљудским односима.
У певачком смислу, такође прави велике промене. Каријеру је започео као високи баритон, да би године пушења његов глас учиниле најдубљим басом на савременој музичкој сцени.
Највише поклоника стиче по објављивању New Skin for Old Ceremony (1974), на којем се нашла чувена песма Chelsea Hotel No.2, а вртоглави успех доживљава са албумом I'm Your man, који има велики утицај на савремену музичку сцену. Албумом The Future (1992) враћа се религијско-пророчком стилу. Бави се темама уништења природе, наркоманије, диктаторства, абортуса, нуклеарног уништења... Почетком овог века на сцену се враћа албумом Ten New Songs. Нумеру In My Secret Life писао је 13 година.
Марта 2008. Коен је примљен у Рокенрол кућу славних у Њујорку, а награду Греми за животно дело добио је 2010. Умро је 2016. године у Лос Анђелесу.

## Дискографија
- Songs of Leonard Cohen, 1967.
- Songs from a Room, 1969.
- Songs of Love and Hate ,1971.
- Live Songs, 1973.
- New Skin for the Old Ceremony, 1974.
- The Best of Leonard Cohen/Greatest Hits, 1975.
- Death of Ladies' Man
- Recent Songs, 1979.
- Night Magic: Musical/Soundtrack, 1985.
- Various Positions, 1985.
- I'm Your Man, 1988.
- The Future, 1992.
- Cohen Live, 1994.
- More Best Of Leonard Cohen, 1997.
- Field Commander Cohen: Tour of 1979 2001.
- Ten New Songs, 2001.
- The Essential Leonard Cohen 2002. 2008.
- Dear Hearher, 2004.
- Live in London, 2009.
- Live At the Isle of Wight, 1970 2009.
- Songs From the Road, 2010.
- Old Ideas, 2012.
- Popular Problems, 2014.
- You Want It Darker, 2016.